# جزيرة سرندا (ميدي)

تعديل مصدري - تعديل

جزيرة سرندا هي إحدى جزر مديرية ميدي التابعة لمحافظة حجة.